# Arctosa litigiosa
Arctosa litigiosa är en spindelart som beskrevs av Roewer 1960. Arctosa litigiosa ingår i släktet Arctosa och familjen vargspindlar. Inga underarter finns listade i Catalogue of Life.